# Schismatoglottideae
Schismatoglottideae, tribus kozlačevki, dio potporodice Aroideae. Znatan dio rodova i vrsta raste na Borneu.

## Rodovi
1. Tribus Schismatoglottideae Nakai
  1. Apoballis Schott (12 spp.)
  2. Pichinia S. Y. Wong & P. C. Boyce (1 sp.)
  3. Piptospatha N. E. Br. (4 spp.)
  4. Schottariella P. C. Boyce & S. Y. Wong (1 sp.)
  5. Nabalu S. Y. Wong & P. C. Boyce (1 sp.)
  6. Bidayuha S. Y. Wong & P. C. Boyce (1 sp.)
  7. Schottarum P. C. Boyce & S. Y. Wong (2 spp.)
  8. Gosong S. Y. Wong & P. C. Boyce (1 sp.)
  9. Vesta S. Y. Wong (1 sp.)
  10. Bakoa P. C. Boyce & S. Y. Wong (1 sp.)
  11. Bakoaella S. Y. Wong & P. C. Boyce (2 spp.)
  12. Ooia S. Y. Wong & P. C. Boyce (10 spp.)
  13. Gamogyne N. E. Br. (6 spp.)
  14. Rhynchopyle Engl. (5 spp.)
  15. Hottarum Bogner & Nicolson (1 sp.)
  16. Kiewia S. Y. Wong & P. C. Boyce (3 spp.)
  17. Bucephalandra Schott (30 spp.)
  18. Phymatarum M. Hotta (1 sp.)
  19. Burttianthus S. Y. Wong, S. L. Low & P. C. Boyce (7 spp.)
  20. Toga S. Y. Wong, S. L. Low & P. C. Boyce (6 spp.)
  21. Heteroaridarum M. Hotta (3 spp.)
  22. Aridarum Ridl. (5 spp.)
  23. Tawaia S. Y. Wong, S. L. Low & P. C. Boyce (1 sp.)
  24. Pursegloveia S. Y. Wong, S. L. Low & P. C. Boyce (7 spp.)
  25. Naiadia S. Y. Wong, S. L. Low & P. C. Boyce (1 sp.)
  26. Hera S. Y. Wong, S. L. Low & P. C. Boyce (1 sp.)
  27. Fenestratarum P. C. Boyce & S. Y. Wong (2 spp.)
  28. Galantharum P. C. Boyce & S. Y. Wong (1 sp.)
  29. Schismatoglottis Zoll. & Moritzi (156 spp.)
  30. Colobogynium Schott (1 sp.)